# Euplexia obsoleta
Euplexia obsoleta là một loài bướm đêm trong họ Noctuidae.